# Береніка (наречена Аттала III)
Береніка (дав.-гр. Βερενίκη; II століття до н. е.) — наречена останнього пергамського басилевса Аттала III.

## Біографія
Походження і час народження Береніки достовірно невідомі. На думку дослідника Естер Вайолет Хансен, Береніка могла походити з роду Лагідів. Цю теорію розвив Даніель Огден, який припустив, що батьком Береніки міг бути басилевс Птолемей VIII Фіскон. Дослідник Кріс Беннет скептично ставився до теорії, про єгипетське походження Береніки. Він вказував, що єдиний аргумент за — це ім'я, яке було поширене у Лагідів. Однак воно зустрічається і у інших елліністичних династіях. Так звали дружину Мітрідата VI Евпатора, також це ім'я зустрічається серед нащадків Птолемея Телмесоського. На думку дослідника, навіть якщо Береніка і походила с правлячої династії Єгипту, вона ніяк не могла бути донькою Птолемея VIII. Кріс Беннет припустив, що батьками принцеси були Птолемей VI Філометор та Клеопатра ІІ, а сама Береніка з'явилася на світ в кінці 160-х років до н. е. 
Береніка стала нареченою Аттала III, але невдовзі померла, що, можливо, сталося в першій половині 140-х років до н. е. Про наявність дітей у подружжя історичні джерела нічого не повідомляють. За словами Юстина, Аттал III розпочав репресії щодо своїх друзів і родичів, «хибно» звинувативши їх у вбивстві Береніки і своєї матері Стратоніки. Можливо, що. з цими відомостями перегукується повідомлення Діодора Сицилійського про побиття найманцями, за наказом царя, багатьох знатних пергамцев разом з їх родинами. Сімейна трагедія могла вплинути на все подальше життя Аттала III, про чиї дивацтва охоче повідомляють стародавні автори. У той же час ряд сучасних дослідників вважають, що образ останнього пергамського царя був істотно спотворений в античній історіографії. Як зазначив Олег Клімов, «в основі негативної характеристики Аттала III, мабуть, лежало вороже ставлення Риму і офіційної римської ідеології до посиленого Пергамского царства».